# 帕帕古-霍拉尔戈斯
帕帕古-霍拉尔戈斯（希臘語：Παπάγου-Χολαργός）是希腊阿提卡大區北雅典专区的市镇，位于雅典都会区的东北部，行政中心为霍拉尔戈斯镇。市镇面积为7.325平方公里，2021年人口数量为45,266人。
此市镇成立于2011年地方政府改革中，由帕帕古和霍拉尔戈斯两个市镇合并而成，原市镇成为此市镇的市区。